# Bohnapfel

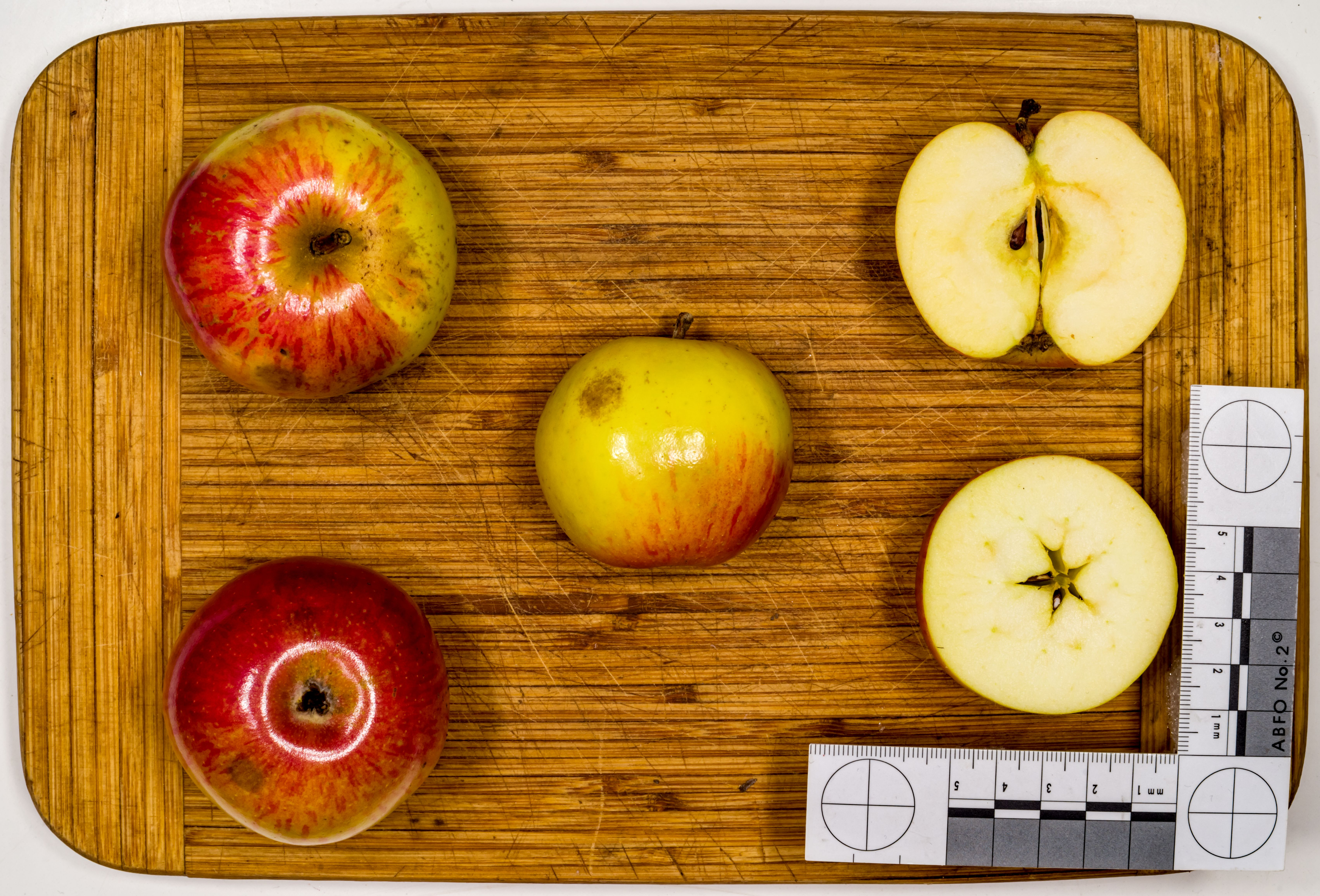
Ansicht der Frucht

Der Bohnapfel, auch Großer Rheinischer Bohnapfel oder nur Rheinischer Bohnapfel genannt, ist eine zu den Winteräpfeln zählende alte Sorte des Kulturapfels (Malus domestica).

## Frucht

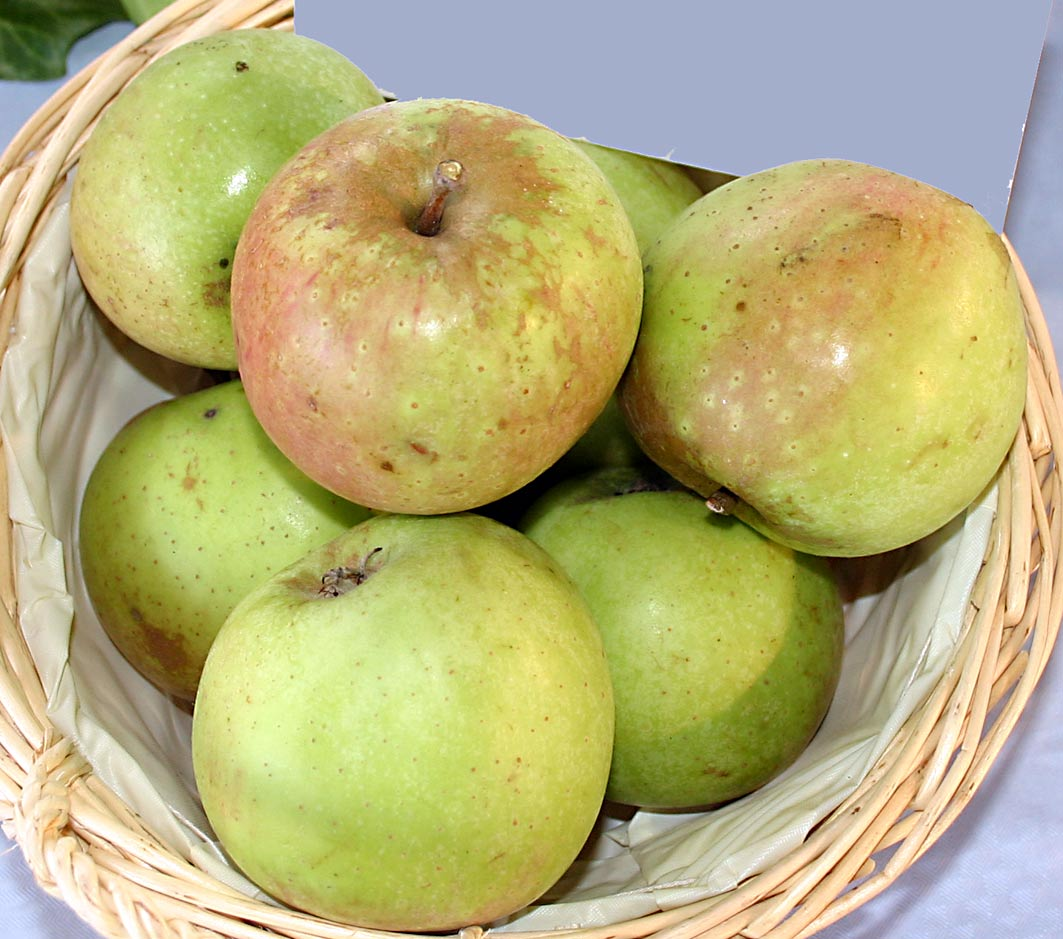
Bohnapfel

Die Frucht ist klein bis mittelgroß. Sie ist höher als breit, wobei die Form der Früchte deutlich stärker variiert als bei anderen Apfelsorten. Die Schale ist glatt und glänzend und besitzt eine grüne Farbe, die sich erst zur Reife gelblich-grün verfärbt mit gut konturierten roten Streifen auf der Sonnenseite und feinen Schalenpunkten sowie gelegentlich zarter Berostung. Das Fruchtfleisch ist zur Baumreife hart und sauer. Es wird erst durch Nachreifen mild, saftig und leicht süßsäuerlich.
Die Frucht besitzt deutlich sichtbare Kelchblätter in einer flachen bis mitteltiefen Kelchhöhle. Der Stiel ist kurz bis mäßig lang, teils verdickt und sitzt in einer nicht besonders tiefen aber engen Stielhöhle, die im unteren Bereich meist etwas berostet ist.
Die Äpfel reifen Mitte Oktober bis Anfang November und sind ab Februar genussreif. Sie sind bis Juni haltbar. Sofern die Äpfel am Baum völlig ausreifen können, ist der Bohnapfel eine der besten Apfelsorten für die Verwertung als Wirtschaftsapfel und für die Herstellung von Fruchtsaft und Brand. Als Tafelapfel wird die Sorte weniger empfohlen.

## Baum
Die Bäume des Bohnapfels können sehr alt werden und bilden großvolumige, breitkugelige Kronen aus. Die recht robusten und widerstandsfähigen Bäume tragen erst nach einigen Jahren Äpfel, der Ertrag schwankt dabei durch Alternanz stark von Jahr zu Jahr. Die Sorte ist recht klimatolerant und eignet sich daher auch für den Anbau in höheren und exponierten Lagen, unter anderem weil die Früchte fest am Baum hängen. Auf Nordhängen und in zu hohen Lagen reifen die Früchte jedoch nicht genügend aus.
Die Sorte blüht mittelfrüh und langanhaltend, ist jedoch triploid und daher als Pollenspender ungeeignet. Gegen Schorf ist sie nur wenig anfällig, neigt bei sehr trockenem oder nassem Boden jedoch zu Obstbaumkrebs.

## Geschichte
Die Sorte wurde zwischen 1750 und 1800 im Neuwieder Becken am Mittelrhein als Zufallssämling entdeckt.
In den 1920er-Jahren war der Bohnapfel eine der drei Apfelsorten, die zu Reichsobstsorten gewählt wurden. In Rheinland-Pfalz ist sie heute eine der häufigsten traditionellen Sorten.